# Plantronics
Plantronics patří k předním světovým výrobcům audio komunikačních zařízení pro korporátní a domácí použití. Jeho produkty jsou určené pro technologie sjednocené komunikace (integrované komunikace), mobilní použití, hraní her a poslech hudby. Společnost byla založena ve Spojených státech amerických v roce 1961 v Santa Cruz v Kalifornii.

## Historie společnosti Plantronics
Na začátku 60. let byla sluchátka určená pro piloty tak velká a těžká, že se mnoho pilotů vrátilo zpět k používání ručních mikrofonů. Rychlost vývoje letecké dopravy si však vynutila zavedení lehkých náhlavních souprav (headsetů) do kokpitů letadel. V roce 1961, United Airlines požádala o nové návrhy sluchátek každého, kdo se o tuto problematiku zajímal. Courtney Graham, pilot United Airlines, ve spolupráci se svým přítelem pilotem Keith Larkinem vytvořili malý a funkční návrh sluchátek, který byl dostatečně odolný, aby vyhovoval standardům letecké společnosti. Konečný návrh, představující dva malé naslouchací převodníky ve stylu naslouchátek spojených k sobě hlavovým mostem, předložili ke schválení United Airlines. Po schválení inovativního návrhu sluchátek, Graham a Larkin založili 18. května 1961 společnost Pacific Plantronics (nyní Plantronics). V roce 1962 uvedli na trh první lehká komunikační sluchátka MS-50.
Uprostřed 60 let Federální letecké velení (FAA) vybralo Plantronics jako jediného dodavatele sluchátek pro řízení leteckého provozu a poté byl Plantronics vybrán jako dodavatel sluchátek pro operátora Bell Telephone.

### SPENCOMM a NASA
V roce 1961 astronaut NASA Wally Schirra kontaktoval Courtney Grahama, kolegu pilota, aby s ním prodiskutoval vytvoření návrhu malých a lehkých sluchátek pro použití v kosmické lodi Mercury.
V Pacific Plantronics založili divizi SPENCOMM, která začala pracovat na vhodném řešení. Členové SPENCOMM se vydali do Johnsonova a Kennedyho vesmírného střediska, aby se setkali a získali vyjádření ke svým návrhům od astronautů Schirra, Gordona Coopera a dalších.
SPENCOM a NASA vytvořili funkční návrh mikrofonu pro vesmírnou komunikaci za pouhých 11 dní a Schirra byl první, kdo použil tuto novou komunikační technologii během letu kosmické lodi Mercury-Atlas 8.
Tato sluchátka byla velice naddimenzována, každý mikrofon měl dva převodníky a každý přijímač měl 5 převodníků, navíc byla používána v páru.
Tato SPENCOM-NASA sluchátka, určená do skafandrů, se používala ve zmíněném Mercury programu. V Apollo programu se používají dodnes. Slova, která pronesl americký astronaut Neil Armstrong, když vstoupil na měsíc, byla přenesena pomocí sluchátek Plantronics.

## Bluetooth headsety a handsfree sady
Plantronics vyrábí bluetooth headsety a handsfree sady, které jsou určeny jako příslušenství pro mobilní telefony, profesionální vybavení callcenter a kanceláří. Ve spojení s firmami [Microsoft], Alcatel-Lucent, AVAYA, CISCO a IBM pak zvuková zařízení určená pro systémy sjednocené komunikace (Unified Communication). Jako inovátor Plantronics neustále vyvíjí a zavádí nové technologie zdokonalující jeho produkty. Příkladem je zavedení ochranné nanovrstvy headsetů, která se nanáší při výrobě a zvyšuje jejich odolnost proti vlhkosti a potu. Headsety s ochranou nanovrstvou pak spolehlivě pracují např. za deště, v posilovně nebo dokonce i při polití kávou.